# Großsteingräber zwischen Hassel und Jarchau
Die Großsteingräber zwischen Hassel und Jarchau waren vier mögliche megalithische Grabanlagen der jungsteinzeitlichen Tiefstichkeramikkultur zwischen der Gemeinde Hassel dem Stendaler Ortsteil Jarchau im Landkreis Stendal, Sachsen-Anhalt. Alle wurden wohl spätestens im 19. Jahrhundert zerstört. Beschreibungen zu den Anlagen liegen nicht vor, ihre mögliche Existenz ist nur durch die Bezeichnungen „Hühnerberg“, „Teufelsbusch“, „Teufelswiese“ und „am Teufelsbusch“ auf einem historischen Messtischblatt belegt.